# N'Autre école
N'Autre école est une revue pédagogique et syndicale trimestrielle créée en 2002 et publiée par la Fédération des travailleurs de l'éducation (CNT-FTE) de la Confédération nationale du travail (CNT) jusqu'en 2015. Elle était sous-titrée « Pour une révolution sociale, éducative et pédagogique » elle se veut un carrefour d'échanges autour d'expériences et de pratiques inspirées du syndicalisme révolutionnaire, et/ou libertaire, de l'anarcho-syndicalisme, du mouvement social et du mouvement pédagogique.
En 2014, une association au nom de la revue est créée. À la suite d'un congrès extraordinaire de la Fédération en avril 2015, la revue et son comité de rédaction s'autonomisent de celle-ci. Elle se déclare désormais « entièrement indépendante de toute organisation syndicale ».

## Fonctionnement et organisation de la revue
La revue est animée par un comité de rédaction composé d'une douzaine de membres, adhérent ou non à la CNT-FTE. 
La revue est "revue associée" au site Questions de classe(s) : elle participe à la vie de ce site en publiant ses éditos ou en proposant des articles. Plusieurs membres du comité de rédaction de la revue sont aussi membres du comité d'animation de ce site.

## Liste des numéros
Chaque numéro est constitué autour d'un dossier qui aborde une problématique liée à l'éducation (le service public, l'évaluation, le syndicalisme...) et de rubriques (notes de lecture, littérature jeunesse, (re)lecture pédagogique, vie de la rédaction).
Ouverte aux praticiens, aux militants de terrain, syndiqués ou non, la revue propose également des entretiens ou des textes d'auteurs et de chercheurs reconnus (Anne Querrien, Jacques Rancière, Charlotte Nordmann, Normand Baillargeon, Jean Foucambert, Laurent Ott...) mais aussi des fictions sur l'école (Gérard Mordillat, Ayerdhal, François Bégaudeau, Fabien Clavel, Marc Cantin et Isabel)
- Numéro 1 - Pour changer l'école, syndicalisme ou pédagogie ? Automne 2002.
- Numéro 2 - Éducation : faut-il défendre le service public ? Hiver 2003
- Numéro 3 - L'école : pour apprendre à désobéir ? Printemps-été 2003
- Numéro 4 – L'école aux ordres ? Automne 2003
- Numéro 5 – La grève, une école de lutte, Hiver 2004
- Numéro 6 – Quels chemins pour une éducation émancipatrice ? Printemps-été 2004
- Numéro 7 – Temps contretemps, Automne 2004
- Numéro 8/9 – Solidarité(s) contre précarité(s), Hiver 2005
- Numéro 10 – Filles et femmes à l'école, mauvais genre ? Printemps-été 2005
- Numéro 11 (en collaboration avec la revue Un Autre futur) – Impasses et pistes culturelles, Automne 2005
- Numéro 12 – Résistances et ruptures syndicales, Printemps 2006
- Numéro 13 – Lire, écrire, compter... penser, parler, agir ! Automne 2006
- Numéro 14 – Au ban de l'école, Hiver 2006
- Numéro 15 – L'école : terrain de luttes, printemps 2007
- Numéro 16 – Travailleuses et travailleurs de l'éducation, automne 2007
- Numéro 17 – L'école : vers un lieu commun ? Hiver 2008
- Numéro 18 - Apprendre : « Tous ensemble ! », Printemps 2008
- Numéro 19 – Pouvoir et savoir, Été 2008
- Numéro 20 – Écrans/écrits, Automne 2008
- Numéro 21 – Palestine, Chipas, Oaxaca, Argentine... L'école, territoire de résistance, Hiver 2009
- Numéro 22 – L'école KO ? Printemps 2009
- Numéro 23 – Contre leurre école, Été 2009
- Numéro 24 – Ressources, Automne 2009
- Numéro 25 – Évaluation, du zéro à l'infini, Hiver 2010
- Numéro 26 – École : quelle démocratie ? Printemps 2010
- Numéro 27 – L'École dans dix ans (1re partie) ?[3] Automne 2010
- Numéro 28 – L'École dans dix ans (2e partie)
- Numéro 29 – Compétences et résistances
- Numéro 30 – École & familles
- Numéro 31 - Dans et hors de l'école : engagé(e)s
- Numéro 32 - École et handicap
- Numéro 33 - Chantiers de pédagogie sociale
- Numéro 34-35 - École - Entreprise : ça travaille !
- Numéro 36 - La pédagogie contre le sexisme

### Tirage
Publiée à un rythme plus ou moins trimestriel, la revue a un tirage qui oscille entre 1 000 et 1 500 exemplaires. La diffusion numérique est de 4 000 visites uniques par numéro (en ligne et téléchargement pdf). La lettre d'information électronique mensuelle est envoyée à 33 00 courriels du secteur éducation.
Les numéros comptent entre 48 et 60 pages. Depuis le numéro 26, une publication électronique de 80 pages propose une version étendue du numéro en PDF.

## Livre
- Collectif, Changer l'école, de la critique aux pratiques, anthologie d'articles publiés dans la revue, collection « N'Autre école », éditions Libertalia, février 2014.